# Heidberg (Naturschutzgebiet)
Koordinaten: 51° 50′ 4″ N, 11° 8′ 45″ O
Der Heidberg ist ein Naturschutzgebiet in der Stadt Quedlinburg und der Gemeinde Ditfurt im Landkreis Harz in Sachsen-Anhalt.
Das Naturschutzgebiet mit dem Kennzeichen NSG 0151 ist rund 119 Hektar groß. Es ist größtenteils vom Landschaftsschutzgebiet „Harz und Vorländer“ umgeben. Das Gebiet steht seit 1997 unter Schutz (Datum der Verordnung: 9. Januar 1997). Zuständige untere Naturschutzbehörde ist der Landkreis Harz.
Das Naturschutzgebiet liegt nördlich von Quedlinburg auf dem Ostteil des namensgebenden Berges. Es stellt einen überwiegend trockenwarmen Standort auf flach geneigten Hängen unter Schutz. Insbesondere im Nordwesten des Schutzgebietes sind auch steilere Felsen zu finden. Größere Teile des Schutzgebietes werden von Forstflächen aus Waldkiefer eingenommen. Daneben stocken auch Birken, Winterlinden, Robinien und Hybridpappel. Auf offenen Bereichen siedeln Sandmagerrasen, Trocken- und Halbtrockenrasen mit Schlehen- und Holundergebüschen. Daneben sind auch vegetationsfreie Sandflächen zu finden. Weiterhin sind Wiesen mit ausgedehnten Glatthaferbeständen vorhanden. Die Wiesen werden unregelmäßig gemäht, so dass sich stellenweise Ruderalvegetation einstellt.
Im Bereich des Naturschutzgebietes wachsen verschiedene Pflanzengesellschaften, darunter Filzkraut-Federschwingelfluren an Wegrändern auf Kreidesandstein-Verwitterungsböden, Schwingel-Silbergrasfluren auf humusarmen Kuppen sowie an den Sandsteinklippen, Wolfsmilch-Heidekrautgesellschaften, oft gemeinsam mit Schlängelschmielen-Birkenwäldern auf trockenen Verwitterungsböden und Sauerampfer-Straußgras-Gesellschaften mit Heidenelke, Sandstrohblume, Golddistel und Serradella.
Das Naturschutzgebiet ist u. a. Lebensraum für Rauchschwalbe, Heidelerche und Misteldrossel, die alle hier auch brüten. Weiterhin sind verschiedene Fledermausarten heimisch, darunter Braunes Langohr, Graues Langohr und Fransenfledermaus.
Das Naturschutzgebiet grenzt im Nordwesten an den auf der Kuppe des Heidberges stockenden Wald. Ansonsten ist es überwiegend von landwirtschaftlichen Nutzflächen umgeben.